# Cajah's Mountain
Cajah's Mountain – miasto w Stanach Zjednoczonych, w stanie Karolina Północna, w hrabstwie Caldwell.